# Сарафинчан, Валерий Лазаревич
Валерий Лазаревич Сарафинчан (укр. Валерій Лазарович Сарафінчан; 28 апреля 1960, Черновцы) — советский и украинский футболист, тренер и футбольный функционер.

## Биография

### Игровая карьера
Футбольную карьеру начал в 1977 году в составе родной черновицкой «Буковины», цвета которой защищал до 1978 года. За это время во второй лиге СССР сыграл 14 матчей. Затем проходил военную службу. С 1981 по 1982 год защищал цвета клуба «Титан» (Армянск), который принимал участие в первенстве УССР среди коллективов физической культуры.
В 1983 году вернулся в «Буковину», в которой выступал до 1991 года. За это время в футболке черновицкого клуба сыграл 366 матчей (12 голов). В 1992/93 сезоне выступал в черновицкой «Ладе», где в то время выступали ряд игроков из «Буковины». В 1993 году в составе «Днестра» из Залещиков сыграл 2 матча и завершил профессиональную карьеру игрока.

### Футбольная деятельность
С 2000 по 2001 год занимал должность президента клуба в родной команде, а в 2004 году работал главным тренером в любительском клубе «Таможенник» (Вадул-Сирет). Также работал в Федерации футбола Черновицкой области. По завершении футбольной деятельности работал директором черновицкого телеканала «ТВА».

## Достижения
- Победитель Чемпионата УССР: 1988
- Победитель Второй лиги СССР: 1990
- Серебряный призёр Чемпионата УССР: 1989

## Личная жизнь
Жена — Илона: юрист, возглавляла юридический отдел Черновицкого городского совета, представляла в судах интересы бывшего мэра Черновцов Николая Федорука.